# Ptychohyla spinipollex
Ptychohyla spinipollex är en groddjursart som först beskrevs av Schmidt 1936.  Ptychohyla spinipollex ingår i släktet Ptychohyla och familjen lövgrodor. IUCN kategoriserar arten globalt som starkt hotad. Inga underarter finns listade i Catalogue of Life.